# George Ducker
George Ducker (Ontario, 27 de setembro de 1881 - 26 de setembro de 1952) foi um futebolista canadense, campeão olímpico.
George Ducker competiu nos Jogos Olímpicos de Verão de 1904 em St Louis. Ele ganhou a medalha de ouro como membro do Galt F.C., que representou o Canadá nos Jogos.